# برهان لا كلامي

برهان لا كلامي لنظرية نيقوماخوس (Gulley (2010)) أن مجموع المكعبات n الأولى هو مربع العدد المثلثي n

في الرياضيات، البرهان اللا كلامي (أو البرهان البصري) (بالإنجليزية: Proof without words)‏ هو توضيح للهوية أو البيان الرياضي الذي يمكن إثباته بديهياً من خلال رسم توضيحي دون أي نص توضيحي مصاحب. يمكن اعتبار مثل هذه البراهين أكثر أناقة من البراهين الرسمية أو الصارمة رياضيًا نظرًا لطبيعتها الواضحة. عندما يوضح الرسم البياني حالة معينة من العبارة العامة، لكي تكون برهانًا، يجب أن تكون قابلة للتعميم.
البرهان اللا كلامي ليس كالبرهان الرياضي، لأنه يهمل تفاصيل الحجة المنطقية التي يوضحها. ومع ذلك، يمكن أن يوفر حدسًا قيمًا للمشاهد يمكن أن يساعده في صياغة دليل حقيقي أو فهمه بشكل أفضل.

## أمثلة

### مجموع الأعداد الفردية

برهان لا كلامي لنظرية مجموع الأعداد الفردية.

ينص على أن مجموع جميع الأعداد الفردية الإيجابية حتى 2n − 1 هو مربع كامل — وبشكل أكثر تحديدًا، المربع الكامل n 2 — يمكن إثباته ببرهان لا كلامي. 
في إحدى زوايا الشبكة، يمثل مربع واحد 1، المربع الأول. يمكن لَفُّه على الجانبين بشريط من ثلاث مربعات (الرقم الفردي التالي) للحصول على مربع 2 × 2: 4، أي المربع الثاني. إضافة خمس مربعات أخرى يصنع مربع 3 × 3: 9، أي المربع الثالث. يمكن أن تستمر هذه العملية بطريقة لا منتهية.

### نظرية فيثاغورس

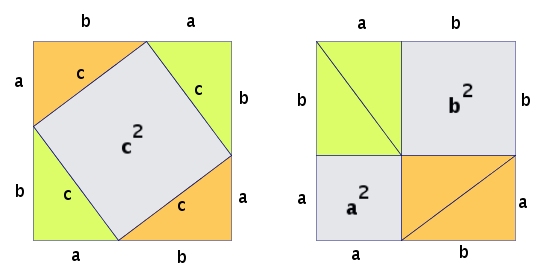
برهان إعادة الترتيب لنظرية فيثاغورس. تظل المساحة المكشوفة من المساحة الرمادية ثابتة قبل وبعد إعادة ترتيب المثلثات: على اليسار تظهر أنها تساوي c²، وعلى اليمين a²+b².

نظرية فيثاغورس تنص على أن {\displaystyle a^{2}+b^{2}=c^{2}} ويمكن إثباتها بدون كلمات.
إحدى طرق القيام بذلك هي تصور مربع أكبر مكون من الجوانب {\displaystyle a+b}، مع أربعة مثلثات قائمة الزاوية مكونة من الجوانب {\displaystyle a} و{\displaystyle b} و{\displaystyle c} في زواياه، بحيث يكون الفراغ الذي في وسطه مربعاً قطرياً مساحته {\displaystyle c^{2}}. يمكن إعادة ترتيب المثلثات الأربعة داخل المربع الأكبر لتقسيم المساحة الفارغة إلى مربعين {\displaystyle a^{2}} و{\displaystyle b^{2}}. 

### متباينة ينسن

دليل رسومي على متباينة ينسن.

يمكن أيضًا إثبات متباينة ينسن بيانيًا. المنحنى المتقطع على طول محور السينات «X» هو التوزيع المفترض لـ «X»، في حين أن المنحنى المتقطع على طول محور الصادات «Y» هو التوزيع المقابل لقيم «Y». يؤدي التعيين المحدب ل «Y(X)» إلى "تمديد" التوزيع بشكل متزايد لزيادة قيم «X». 

## الاستخدام
تنشر مجلة الرياضيات ومجلة كلية الرياضيات مقالة بعنوان "برهان بدون كلمات" (بالإنجليزية: Proof without words)‏ بانتظام تحتوي، كما يوحي العنوان، على براهين بدون كلمات. تقوم مواقع فن حل المسائل وموقع جمعية الولايات المتحدة للبحث عن مواهب الرياضيات (USAMTS) الإلكتروني بتشغيل برمجيات جافا التي توضح البراهين اللاكلامية.

## بالمقارنة مع البراهين الرسمية
لكي يتم قبول الدليل من قبل المجتمع الرياضي، يجب أن يوضح منطقيًا كيف أن البيان الذي يهدف إلى إثباته يتبع كليًا وبشكل حتمي مجموعة من الافتراضات. قد يوحي البرهان اللاكلامي بمثل هذه الحجة، لكنه لا يُقِيمُها بشكلٍ مباشر، لذلك لا يمكنه أن يحل محل البرهان الرسمي عندما يكون مطلوبًا. بدلاً من ذلك، يستخدم علماء الرياضيات البراهين اللاكلامية كرسوم توضيحية ووسائل مساعدة تعليمية للأفكار التي تم إثباتها رسميًا بالفعل.